# Archiannelida
Haplodrili ou Archiannelida é um grupo constituído por anelídeos com características primitivas. O grupo se encontra dentro da classe Polychaeta, algumas obras tratam os Archiannelida como táxons primitivos, no entanto, devemos lembrar que não existe um táxon mais ou menos primitivo, assim como, mais ou menos derivado e sim, características mais primitivas e características mais derivadas. Diversas famílias fazem parte desse grupo:Dinophilidae, Nerillidae, Polygordiidae, Prorodrilidae and Saccocirridae.

## Características
- são seres intersticiais (vivem entre os grãos de areia).
- são transparentes / alaranjados.
- possuem estruturas adesivas (ventosas ou muco) para se fixarem nos grãos de areia e assim não serem levados pelas marés.
- corpo vermiforme e longo.
- presença de cílios e flagelos.
- podem possuir 2 cavidades (os poliquetas também têm) que são quimiorreceptoras. Saem cerdas destas cavidades.
- marinhos / dulcícolas.
- corpo filiforme.
- segmentos pouco diferenciados externamente.
- fibras musculares bem desenvolvidas.
- faringe eversível (probóscide).
- parapódios reduzidos ou ausentes.
- prostômio com ou sem tentáculos. Se sim, são 2 ou 3.
- presença ou não de de 4 palpos no peristômio e de cirros tentaculares.
- ausência ou 1 parde olhos.
- órgãos nucais.
- pigídio com papilas adesivas (muco).
- sexos separados.
- Fecundação interna / externa.
- larva trocófora (desenvolvimento não é direto).
- Até hoje só foi descrita a reprodução sexuada. A assexuada ainda não foi descrita mas não se pode falar que não ocorre porque este é um animal pouquíssimo estudado até hoje.